# Matías Suárez

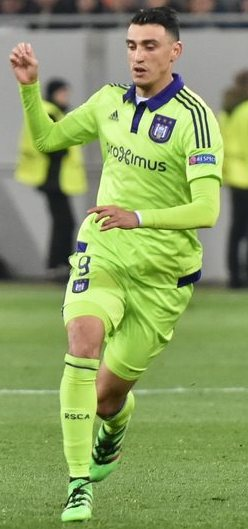
Matías Suárez (2016)

Matías Ezequiel Suárez (* 9. května 1988, La Falda, Córdoba, Argentina) je argentinský fotbalový útočník, který v  současnosti působí v domovském klubu Club Atlético Belgrano. Roku 2011 byl v rámci angažmá v Anderlechtu vyhlášen hráčem roku belgické ligy, na svém kontě má také šest startů za argentinskou reprezentaci.

## Klubová kariéra
- Belgrano Córdoba (mládež)
- Belgrano Córdoba 2005–2008
- RSC Anderlecht 2008–2016
- River Plate 2009–2024
- Belgrano Córdoba 2024–